# Cryptopimpla rubrithorax
Cryptopimpla rubrithorax là một loài tò vò trong họ Ichneumonidae.